# Рочет, Серхио
Серхио Рамон Рочет Альварес (исп. Sergio Ramón Rochet Álvarez; род. 23 марта 1993, Нуэва-Пальмира, департамент Колония) — уругвайский футболист, вратарь клуба «Интернасьонал» и сборной Уругвая.

## Биография
Рочет — воспитанник футбольной академии клуба «Данубио». Из-за высокой конкуренции за два года он так и не смог дебютировал за команду. Несмотря на это Рочет стал чемпионата Уругвая. Летом 2014 года в поисках игровой практики Серхио перешёл в нидерландский АЗ. 30 августа в матче против «Дордрехта» он дебютировал в Эредивизи. Летом 2017 года Рочет перешёл в турецкий «Сивасспор». 12 августа в матче против «Акхисар Беледиеспор» он дебютировал в турецкой Суперлиге.
Рочет был включён в состав сборной Уругвая на Кубок Америки 2021. В основном составе национальной команды дебютировал 27 января 2022 года в матче отборочного турнира к чемпионату мира 2022 против Парагвая. Уругвай выиграл в гостях со счётом 1:0.

## Достижения
- Чемпион Уругвая (3): 2013/14 (не играл), 2019, 2020
- Обладатель Суперкубка Уругвая (1): 2021
- Финалист Кубка Нидерландов (1): 2016/17